# قانون كيرز
قانون «مكافحة فيروس كورونا، ودعم جهود الإغاثة، وتعزيز الأمن الاقتصادي» أو «قانون كيرز». هو مشروع قانون لحزمة محفزات اقتصادية بقيمة 2.2 تريليون دولار أقره الكونغرس الأمريكي ال 116 ووقع عليه الرئيس الأمريكي دونالد ترامب في مارس/آذار 2020 في إطار معالجة الركود الاقتصادي الناتج عن جائحة فيروس كورونا في الولايات المتحدة الأمريكية. ويشمل الإنفاق بصفة أساسية 300 مليار دولار كمدفوعات نقدية للأفراد تُدفع مرة واحدة، و260 مليار دولار للمستحقات البطالة المتزايدة، إلى جانب تدشين برنامج حماية الرواتب والتي تقدم قروض لا يفترض سدادها لأصحاب الشركات الصغيرة وقيمتها 360 مليار دولار (وقد ارتفعت قيمة هذه القروض إلى 669 مليار دولار بتشريعات لاحقة)، بالإضافة إلى 500 مليار دولار للشركات الكبرى، و339.8 مليار دولار لحكومات الولايات والإدارات المحلية.
يشمل مشروع القانون الأصلي حزمة مساعدات قدرها 500 مليار دولار من المدفوعات المباشرة للمواطن الأمريكي، و208 مليار دولار في شكل قروض لدعم الصناعات الرئيسية، و300 مليار دولار قروض لدعم قطاع ريادة الأعمال والصناعات الصغيرة. وبعد المباحثات التي أجُريت بين الحزبين الديمقراطي والجمهوري عُدل هذا الرقم ليصل إلى ملياري دولار في الصيغة التي أقرها مجلس الشيوخ بالإجماع في الخامس من مارس/ آذار 2020، وفي اليوم التالي أقر مجلس النواب الأمريكي القانون عن طريق التصويت الصوتي ليوقع الرئيس الأمريكي دونالد ترامب القانون بصيغته النهائية في 27 مارس/آذار. تجدر الإشارة هنا إلى أن القانون قُدم بصيغته التشريعية الأولى للكونغرس الأمريكي كمشروع قانون بعنوان (قانون الإعفاء الضريبي على الخدمات الصحية المقدمة للطبقة الوسطى لسنة 2019) في الرابع والعشرين من يناير/ كانون الثاني 2019. رغم استخدام مجلس الشيوخ له كمجرد مسودة لمشروع قانون داعم لقانون كيرز (لكي يكون على اتساق مع بند منشأ دستور الولايات المتحدة الأمريكية)، وقد عدًل مجلس الشيوخ صيغة مشروع القانون وأعاد تسميته قبل إقراره.
تجدر الإشارة إلى أن هذا التشريع الذي لم يسبق له مثيل من حيث الحجم والنطاق هو أكبر حزمة تحفيز اقتصادي في تاريخ الولايات المتحدة، حيث تصل إلى 10٪ من إجمالي الناتج المحلي للولايات المتحدة. ومشروع القانون أكبر من قانون التحفيز الاقتصادي البالغ 831 مليار دولار الذي تم تمريره في عام 2009 كجزء من الاستجابة للركود العظيم آنذاك. وقد قدر مكتب الميزانية التابع للكونجرس أنه سيضيف 1.8 تريليون دولار إلى العجز خلال الفترة 2020-2030، والذي من المتوقع أن تكون تداعياته الاقتصادية الأكبر في عامي 2020 و 2021.